# Nite Flights
Nite Flights è il sesto ed ultimo album in studio del trio pop statunitense The Walker Brothers. Fu pubblicato nel luglio 1978 e si caratterizza per l'assenza totale di cover o brani proposti da altri autori, come invece era la prassi per le opere precedenti. Le dieci canzoni che contiene sono infatti creazioni di ciascun membro del gruppo: Scott Walker e John Walker ne scrissero quattro, mentre Gary Walker due. La copertina venne realizzata da Hipgnosis.

## Il disco
Nite Flights, come già detto, fu l'ultimo album registrato dai Walker Brothers insieme come gruppo, sebbene la sua struttura (tre sezioni di brani realizzati da ciascun membro del trio), abbia spinto sia il pubblico che la critica a considerarlo, più che un vero e proprio disco, una collazione di tre mini-album solisti.
Principalmente nota è la prima parte, formata dalle quattro canzoni scritte da Scott Walker, che rappresentarono il primo materiale suo originale dai tempi di 'Til the Band Comes In del 1970. Inoltre esse si distaccano marcatamente da quelle degli altri due Walker per la loro atmosfera oscura ed inquietante, che preannuncia la successiva direzione musicale del cantante, inaugurata ufficialmente con Climate of Hunter del 1984.

## Pubblicazione
Nite Flights venne pubblicato nel luglio 1978 dalla GTO. The Electrician venne estratto come singolo e Den Haague divenne il suo lato B, ma non entrò in nessuna classifica. I quattro pezzi di Scott Walker vennero poi rilasciati separatamente come un EP nello stesso anno, intitolato Shutout E.P., sempre sotto il nome dei Walker Brothers.
Risultò fuori stampa fino a metà anni Novanta, quando venne ristampato su CD. Nel 2001, due outtakes delle sessioni di registrazione vennero inclusi nell'antologia If You Could Hear Me Now, chiamati The Ballad, di fatto una canzone pienamente compiuta scritta da John Walker, e Tokyo Rimshot, uno strumentale di Scott Walker.

## Accoglienza
| Recensione    | Giudizio   |
| ------------- | ---------- |
| AllMusic      | [ 1 ]      |
| Trouser Press | Favorevole |

In una recensione retrospettiva, AllMusic scrive che «Ogni tanto arriva un album che non ti sorprende semplicemente, ti porta in un vicolo, ti strappa tutti i vestiti, poi si allontana con le tue calze in testa, cantando selezioni dal Sud Pacifico».
Midge Ure ha dichiarato che The Electrician gli ha dato l'ispirazione per scrivere la canzone degli Ultravox Vienna.

## Lista delle tracce
1. Shutout – 2:46 (Scott Engel)
2. Fat Mama Kick – 2:57 (Scott Engel)
3. Nite Flights – 4:25 (Scott Engel)
4. The Electrician – 6:10 (Scott Engel)
5. Death of Romance – 3:44 (Gary Walker)

1. Den Haague – 4:03 (Gary Leeds)
2. Rhythms of Vision – 2:55 (John Walker)
3. Disciples of Death – 3:49 (John Maus)
4. Fury and the Fire – 3:58 (John Maus)
5. Child of Flames – 3:14 (John Maus)

## Formazione
The Walker Brothers
- Scott Walker – voce, basso elettrico, tastiere, produttore, audio mixing, sleeve design, fotografia
- Gary Leeds – voce, percussioni, sleeve design, fotografia
- John Walker – voce, sleeve design, fotografia

Musicisti addizionali
- Ronnie Ross – sassofono soprano
- Alan Skidmore – sassofono tenore
- Chris Mercer – sassofono
- Jim Sullivan – chitarra ritmica
- Les Davidson – chitarra
- Frank Gibson, Jr. – batteria
- Peter Van Hooke – batteria
- Mo Foster – basso
- Dill Katz – basso
- Dave MacRae – tastiere, orchestrazioni e conduzione, produzione, mixaggio
- Morris Pert – percussioni
- Joy Yates e Katie Kissoon – cori
- Dennis Weinreich – cori, mixaggio, registrazione
- Steve Parker – assistente ingegnere
- Hipgnosis – sleeve design, fotografia